# فرودگاه رتالهولیو
فرودگاه رتالهولیو (به انگلیسی: Retalhuleu Airport) (به زبان بومی: Base Aérea del Sur) یک فرودگاه نظامی و همگانی با کد یاتا RER است که یک باند فرود آسفالت دارد و طول باند آن ۱۵۴۴ متر است. این فرودگاه در کشور گواتمالا قرار دارد.